# Mamãe Metralha
Mamãe Metralha (Ma Beagle no original em inglês) é uma personagem da Disney, que aparece principalmente na série DuckTales. Ma Beagle foi baseada na gângster da vida real Ma Barker, é a mãe dos sete Irmãos Metralha em inglês Beagle Boys apresentados na série original DuckTales (chamados Bigtime, Burger, Bouncer, Baggy, Bankjob, Bugle / Bebop e Babyface) e a matriarca do clã.

## Vida
As suas origens são desconhecidas, mas sabe-se que ela tem dezenas de filhos com um homem desconhecido e que ela é neta do Vovô Metralha. Ela era já uma temível ladra quando Patinhas, com 13 anos (em Ducktales, com 18 anos) chega aos EUA e que tinha um gosto excêntrico de roubar saias. A primeira vez que Mãe Metralha se encontra com Patinhas em Oklahoma, quando o pato (agora rico) tentava ganhar dinheiro a vender madeira. Ela e três metralhas desconhecidos (possivelmente os pais dos atuais metralhas) roubaram a número 1 e o kilt (tecido escocês que é erradamente confundido com uma saia) do Patinhas mas se rendem quando ele se põe a tocar gaita-de-foles.
Não se sabe quanto tempo ela passou na prisão mas quando saiu o Tio Patinhas estava já instalado em Patópolis (Patolândia em Portugal). Desde então ela tentou roubar sempre a fortuna do Patinhas como vingança por a ter mandado para a prisão. Tanto no seriado como na Banda Desenhada ela não aparece com muita frequência e quando o fez é como matriarca e líder dos Metralhas.